# Commissarissen van Arakan
Dit is een lijst met de Britse commissarissen, voor zover bekend, in het koninkrijk Arakan. Voor zover bekend zijn de jaartallen vermeld. 
- 1826 - 1829 George Hunter
- 1829 - 1830 Charles Paton
- 1830 - 1837 Thomas Dickinson
- 1837 - 1849 Archibald Bogle
- 1849 - 31 januari 1862 Arthur Purves Phayre

Voor een overzicht van alle pagina's met betrekking tot Myanmar op Wikipedia zie Myanmar van A tot Z.